# Бабин (Вінницький район)
Ба́бин — село в Україні, в Іллінецькій міській громаді Вінницького району Вінницької області. Розташоване на обох берегах річки Синарна (притока Собу) за 10 км на північний схід від міста Іллінці та за 8 км від станції Оратів. Населення становить 1012 осіб (станом на 1 січня 2024 р.).

## Історія
12 червня 2020 року, відповідно до розпорядження Кабінету Міністрів України № 707-р «Про визначення адміністративних центрів та затвердження територій територіальних громад Вінницької області» село увійшло до складу Іллінецької міської громади.
19 липня 2020 року, в результаті адміністративно-територіальної реформи та ліквідації Іллінецького району, село увійшло до складу Вінницького району.

## Галерея

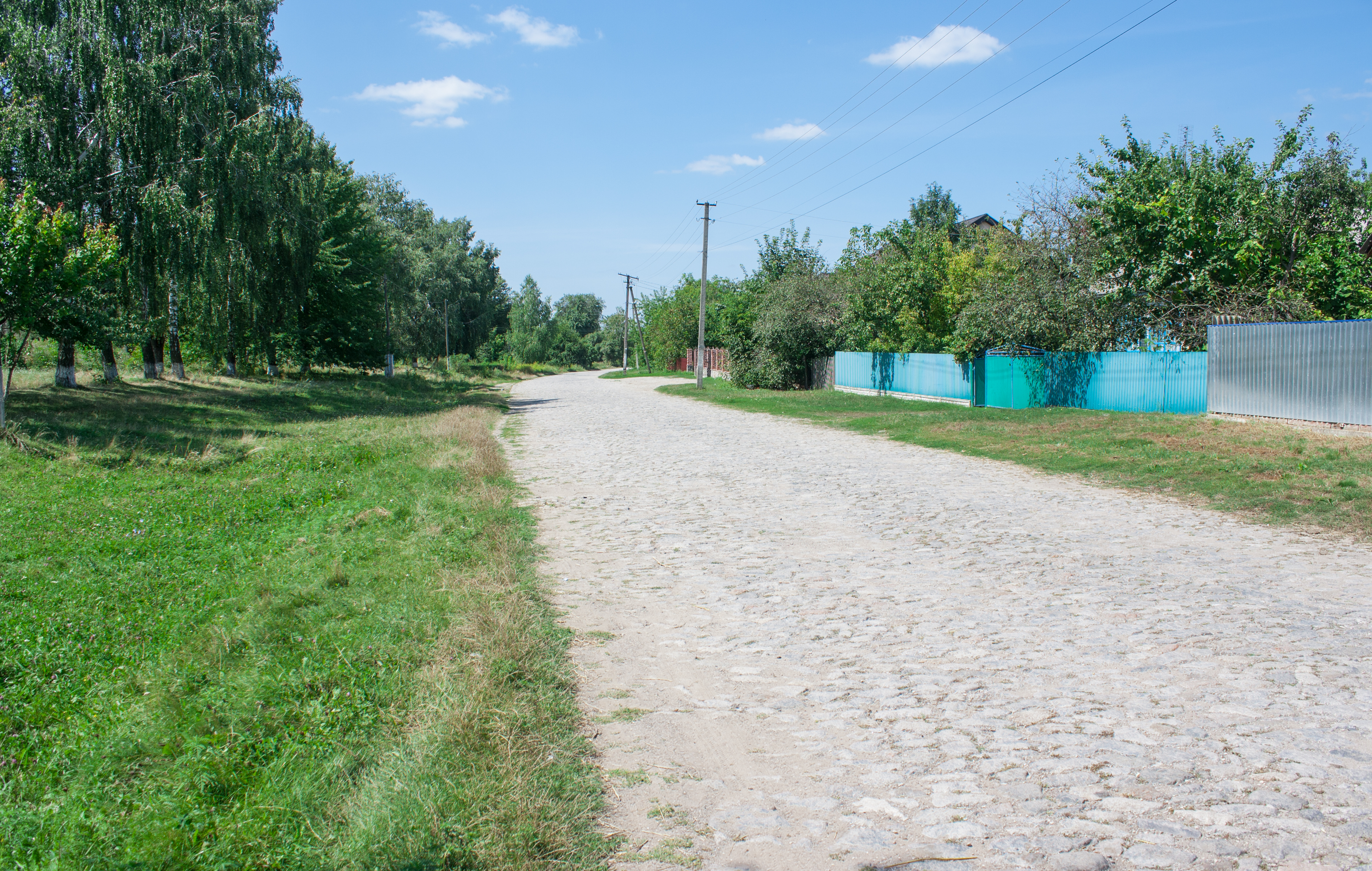
Вулиця Центральна
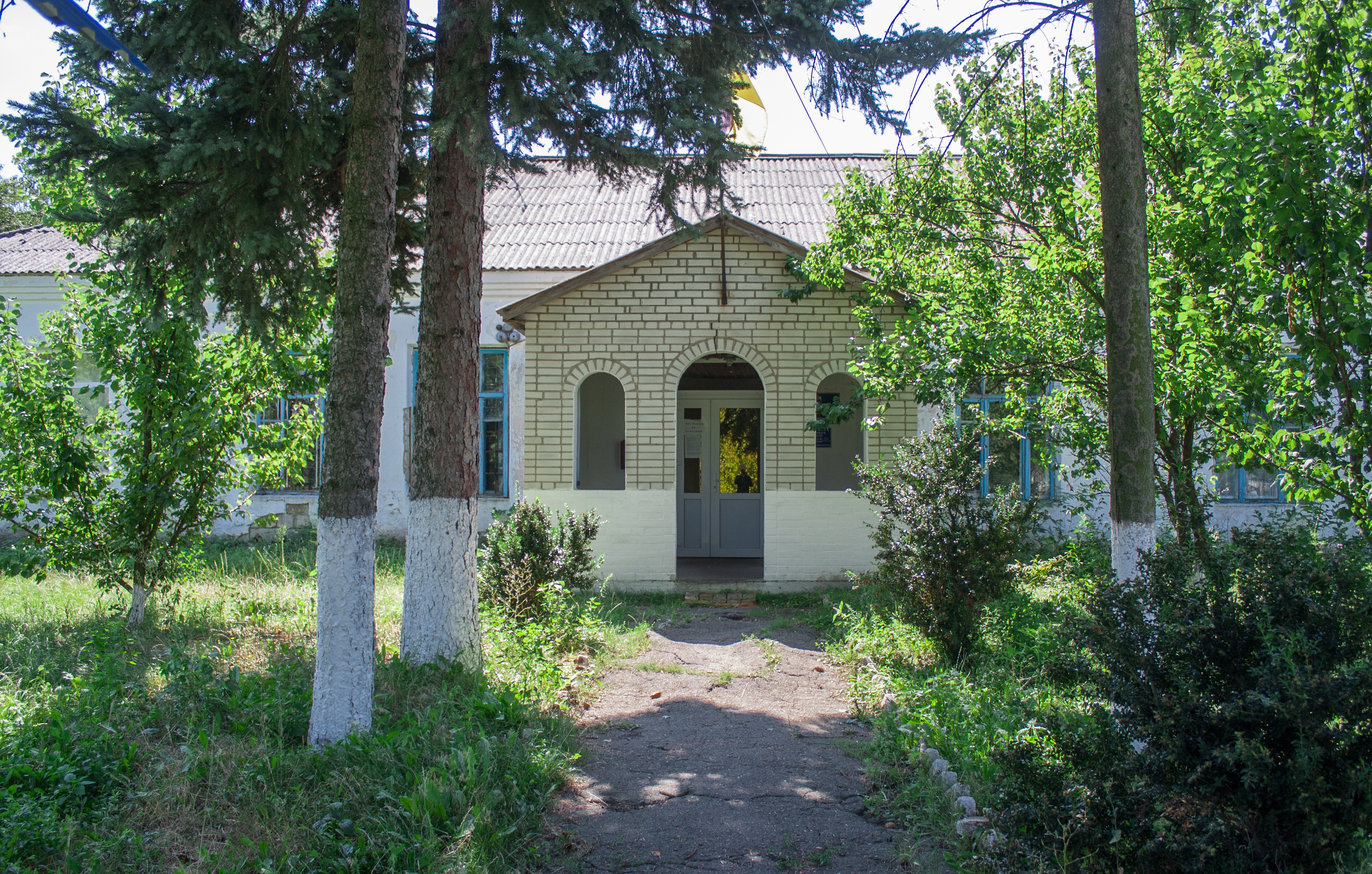
Сільська рада
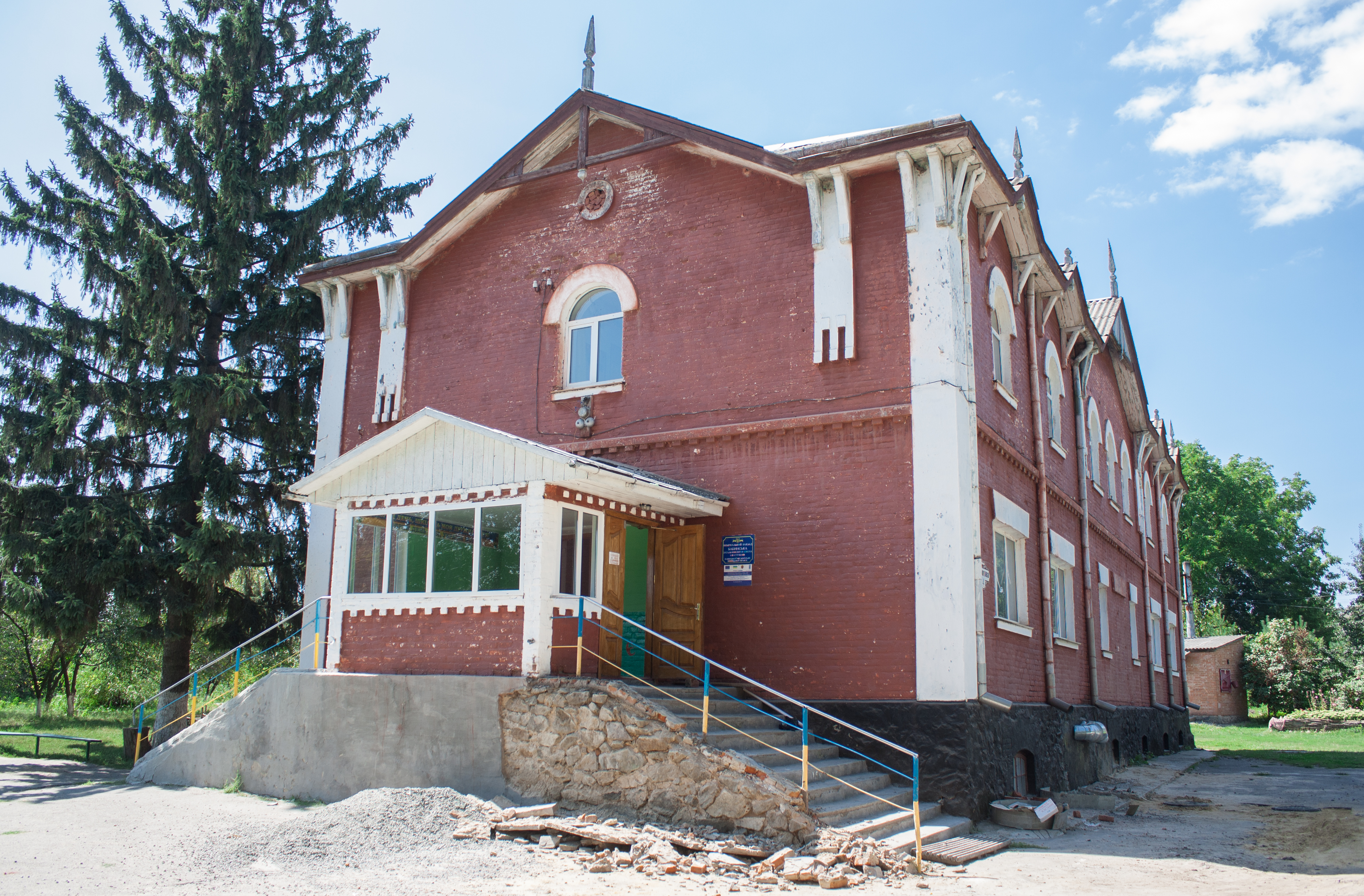
Школа (колишній шпиталь 1915 р.)
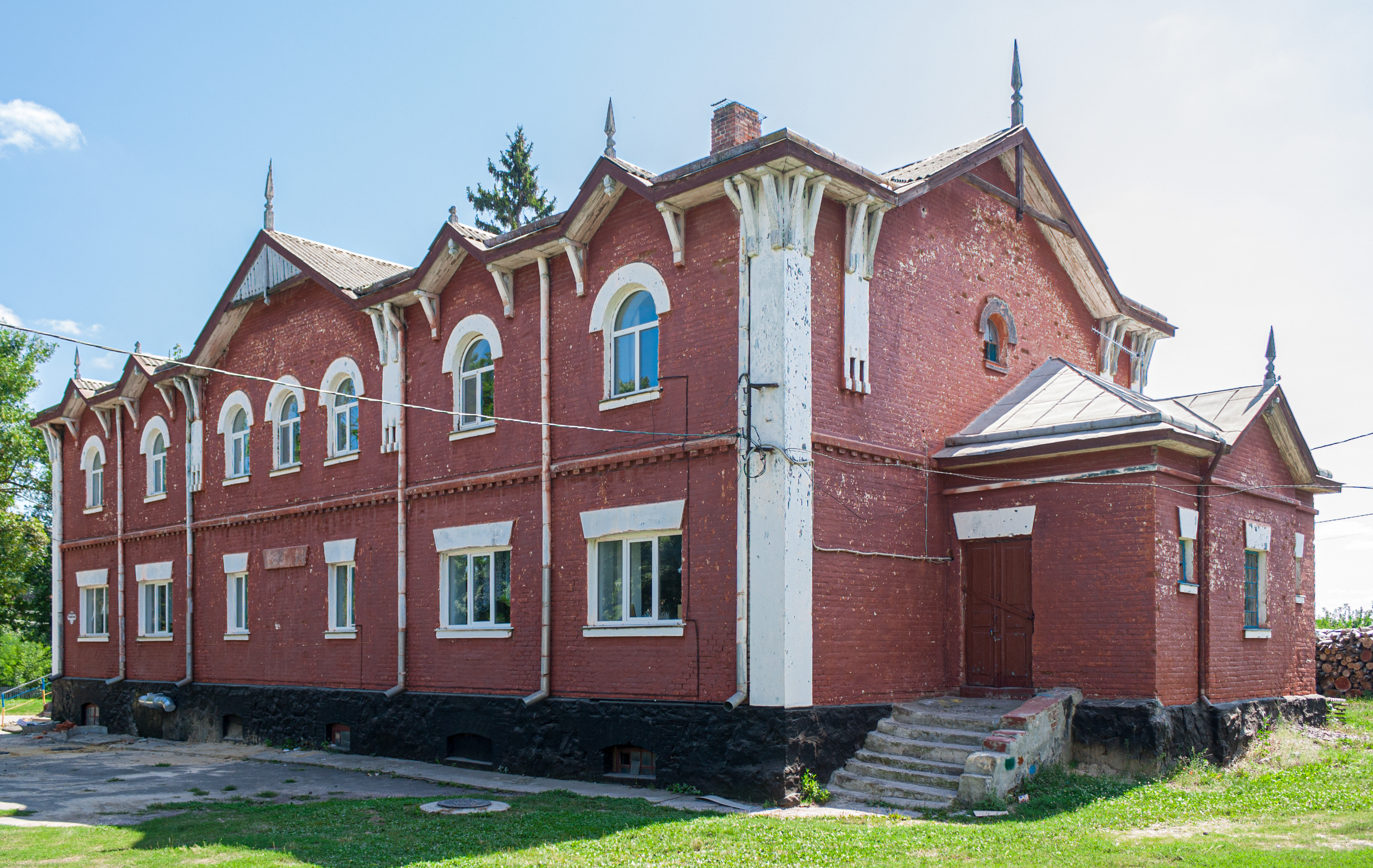
Школа (колишній шпиталь 1915 р.)
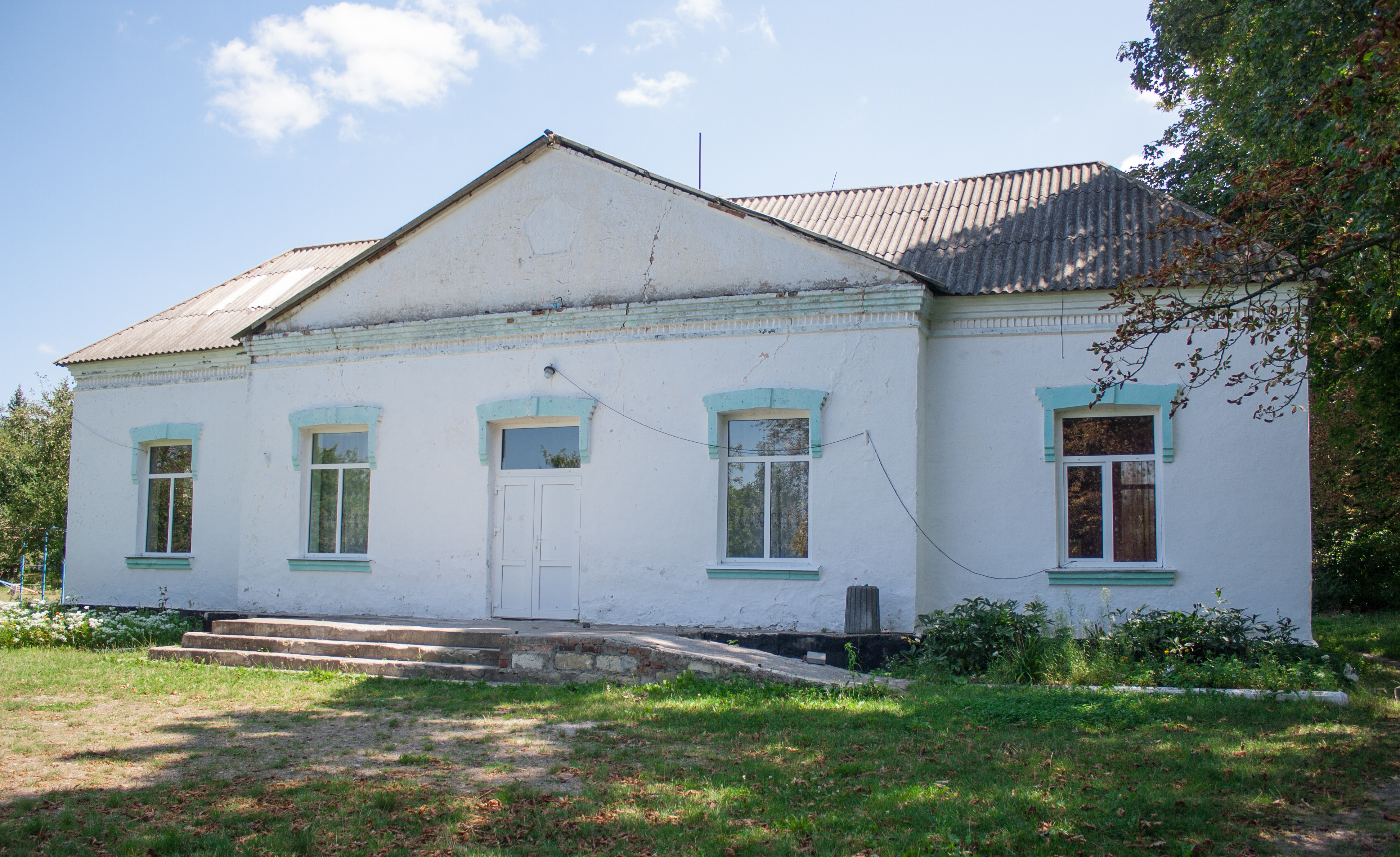
Клуб
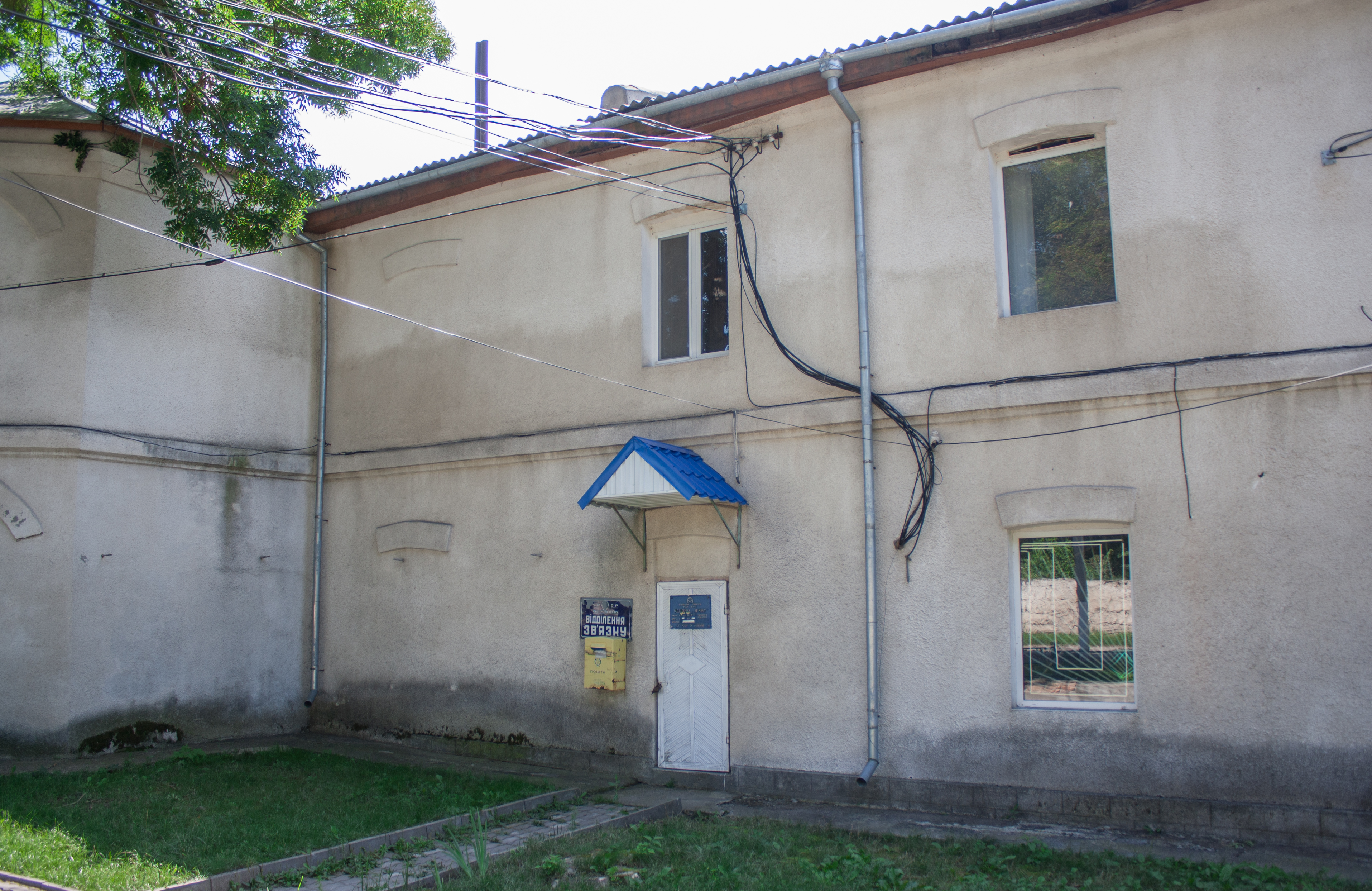
Пошта
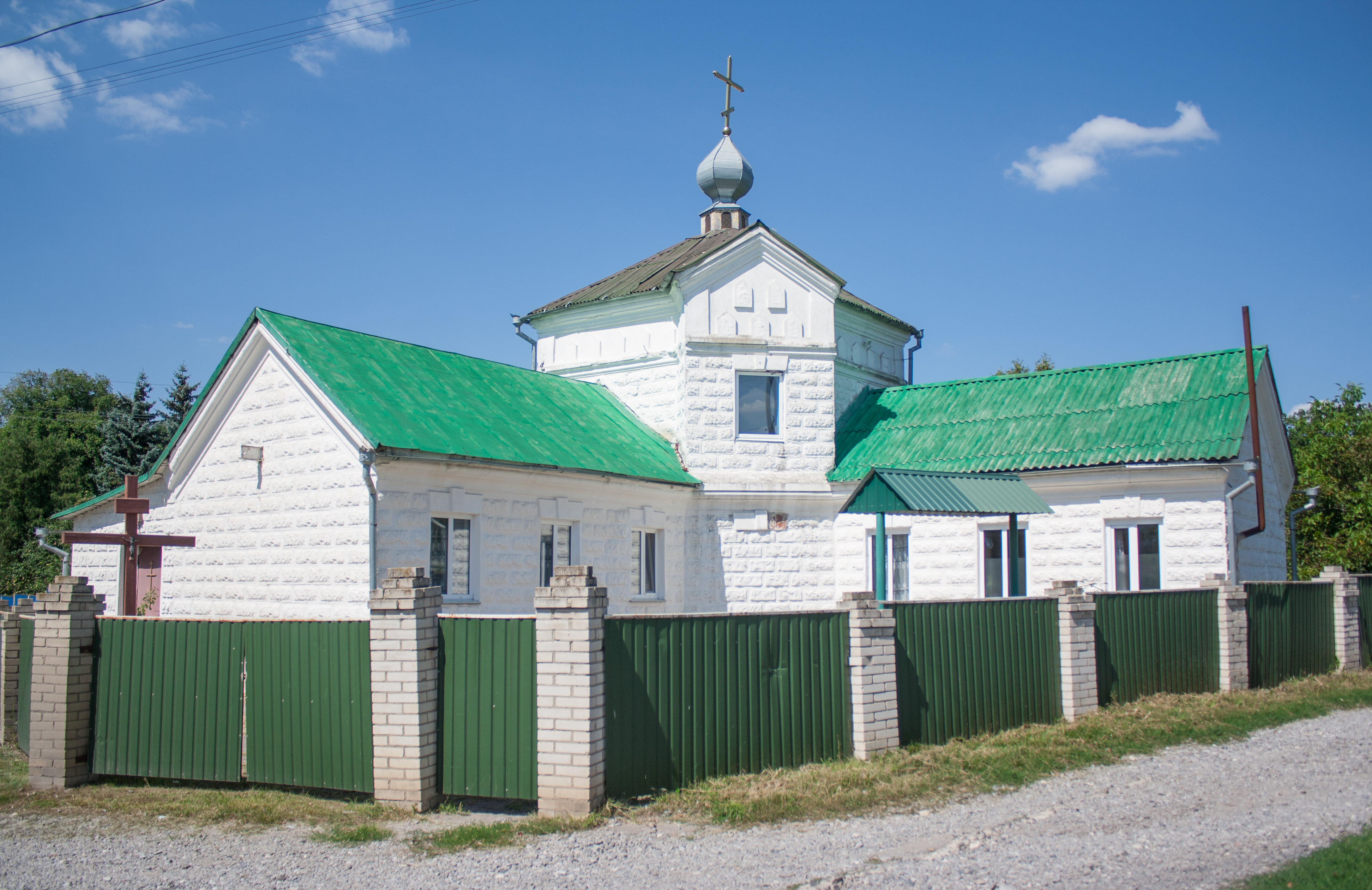
Церква
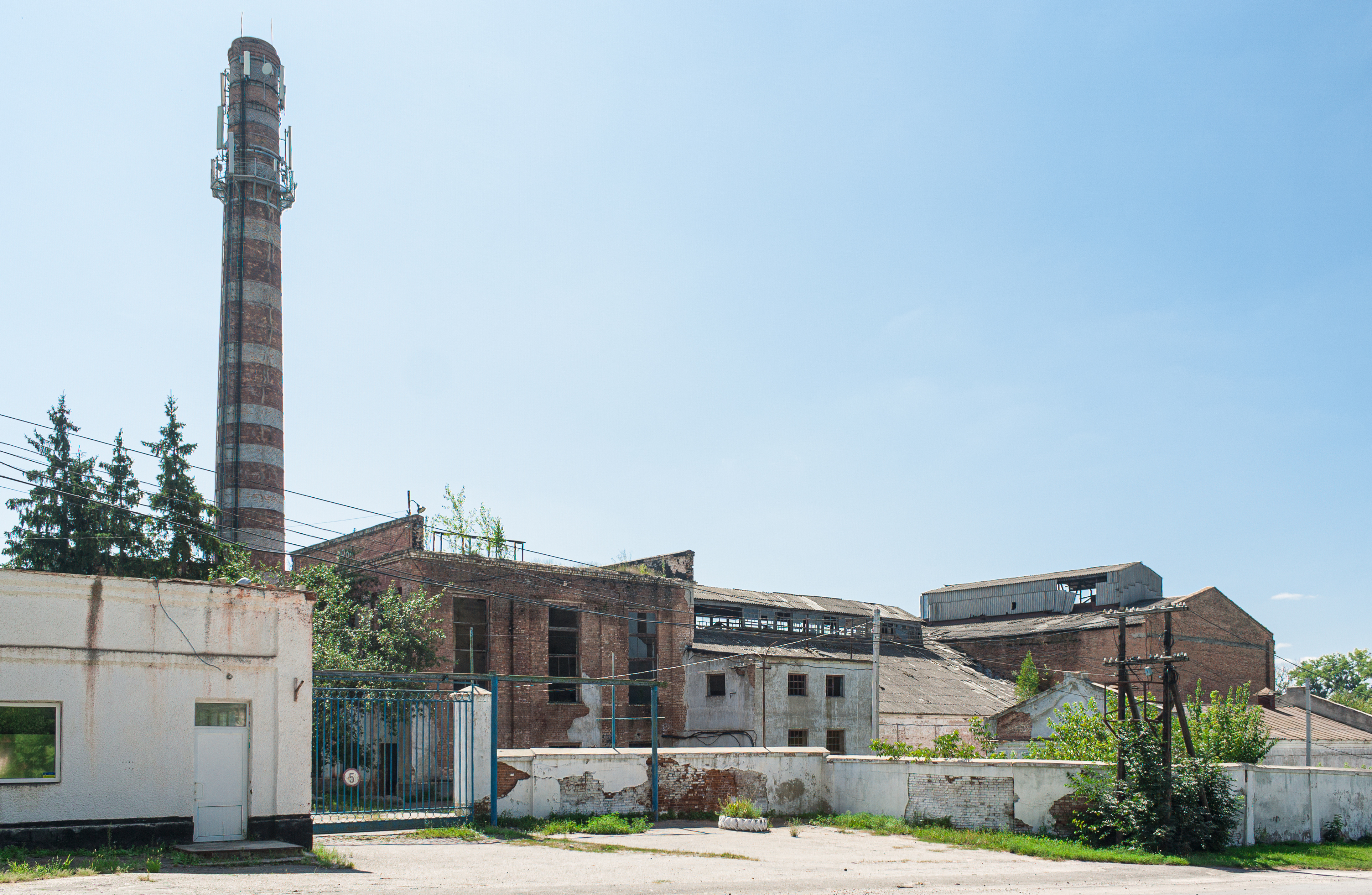
Цукровий завод
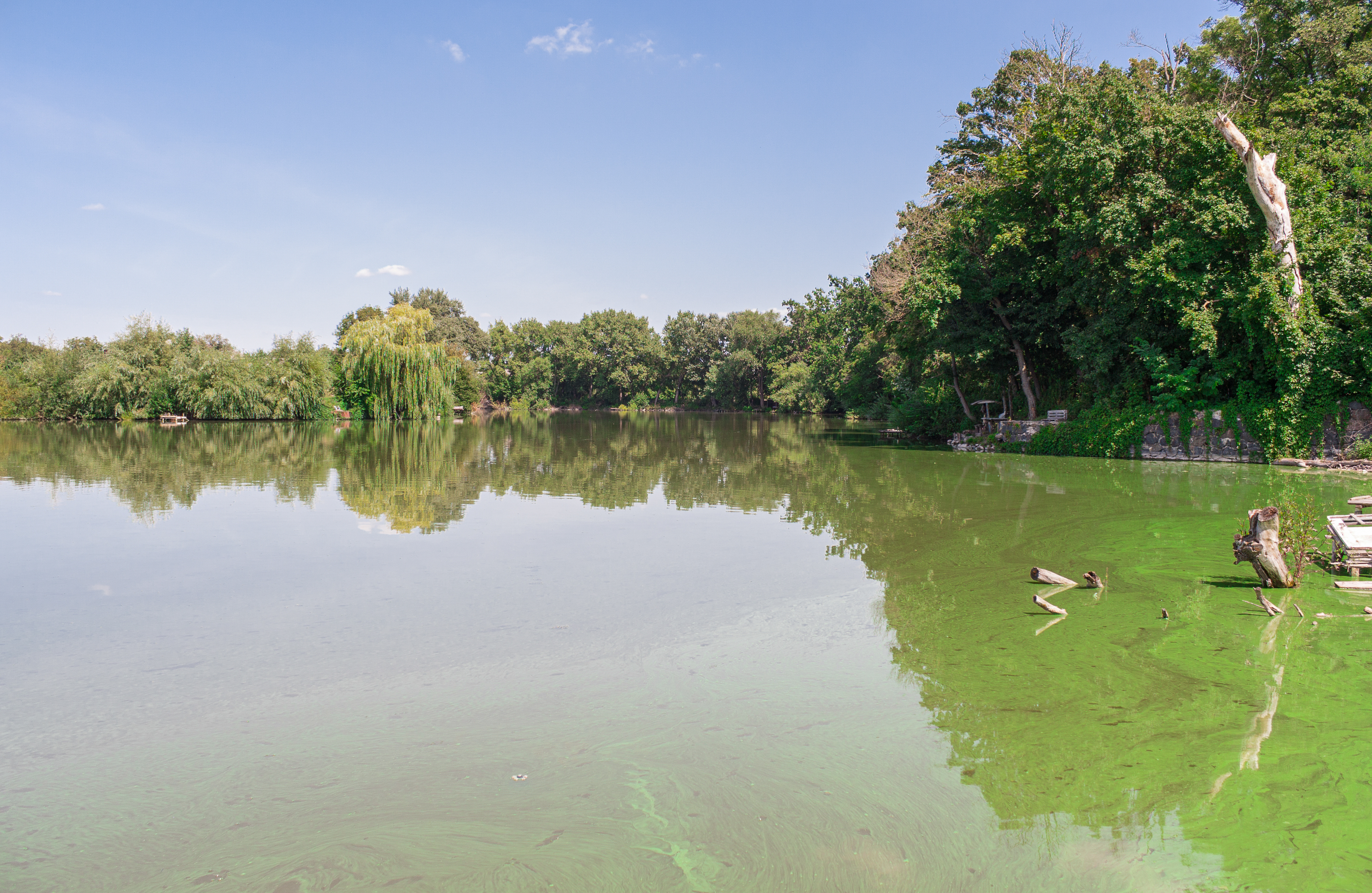
Ставок на річці Синарна
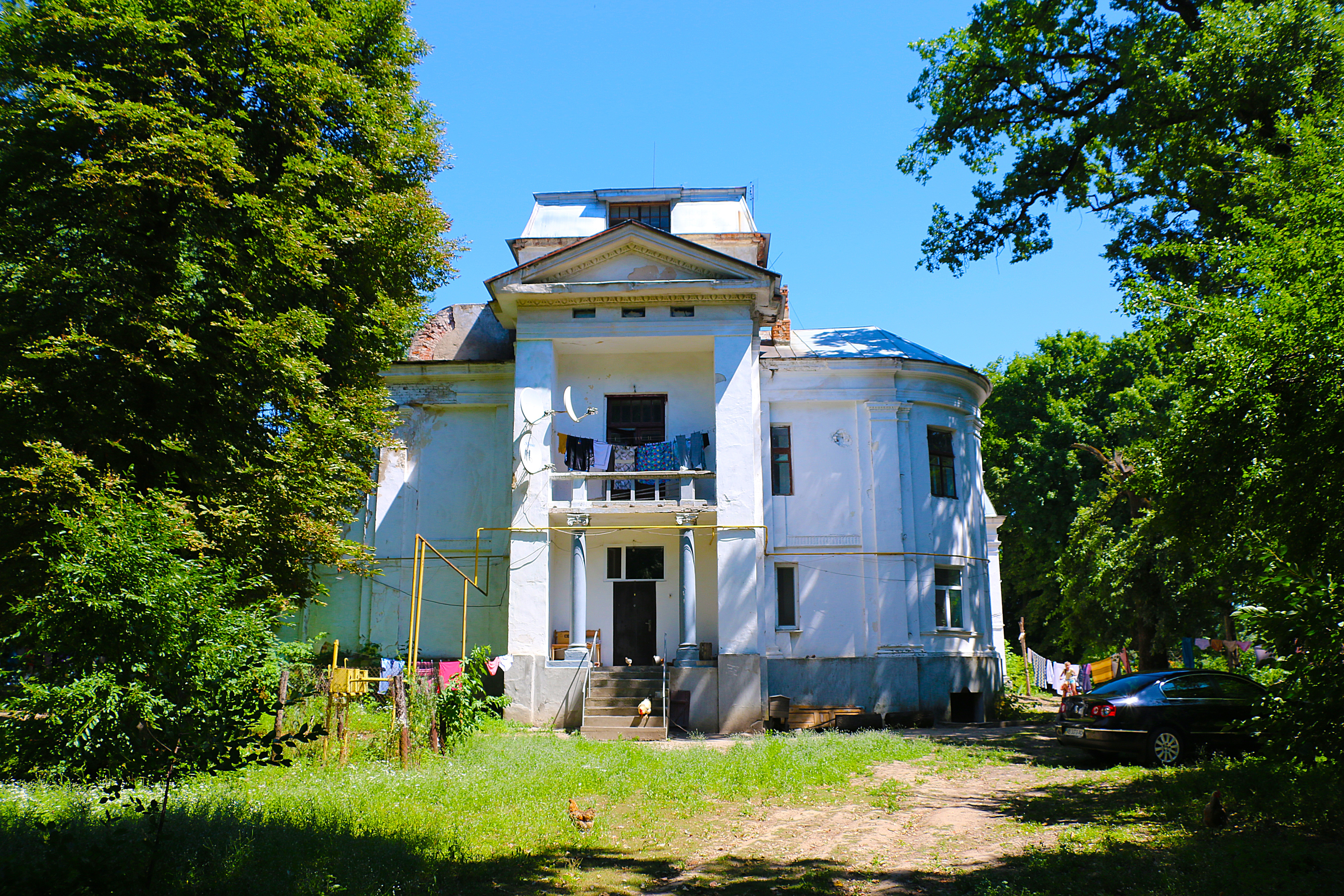
Садиба Ярошинських (XIX ст.)
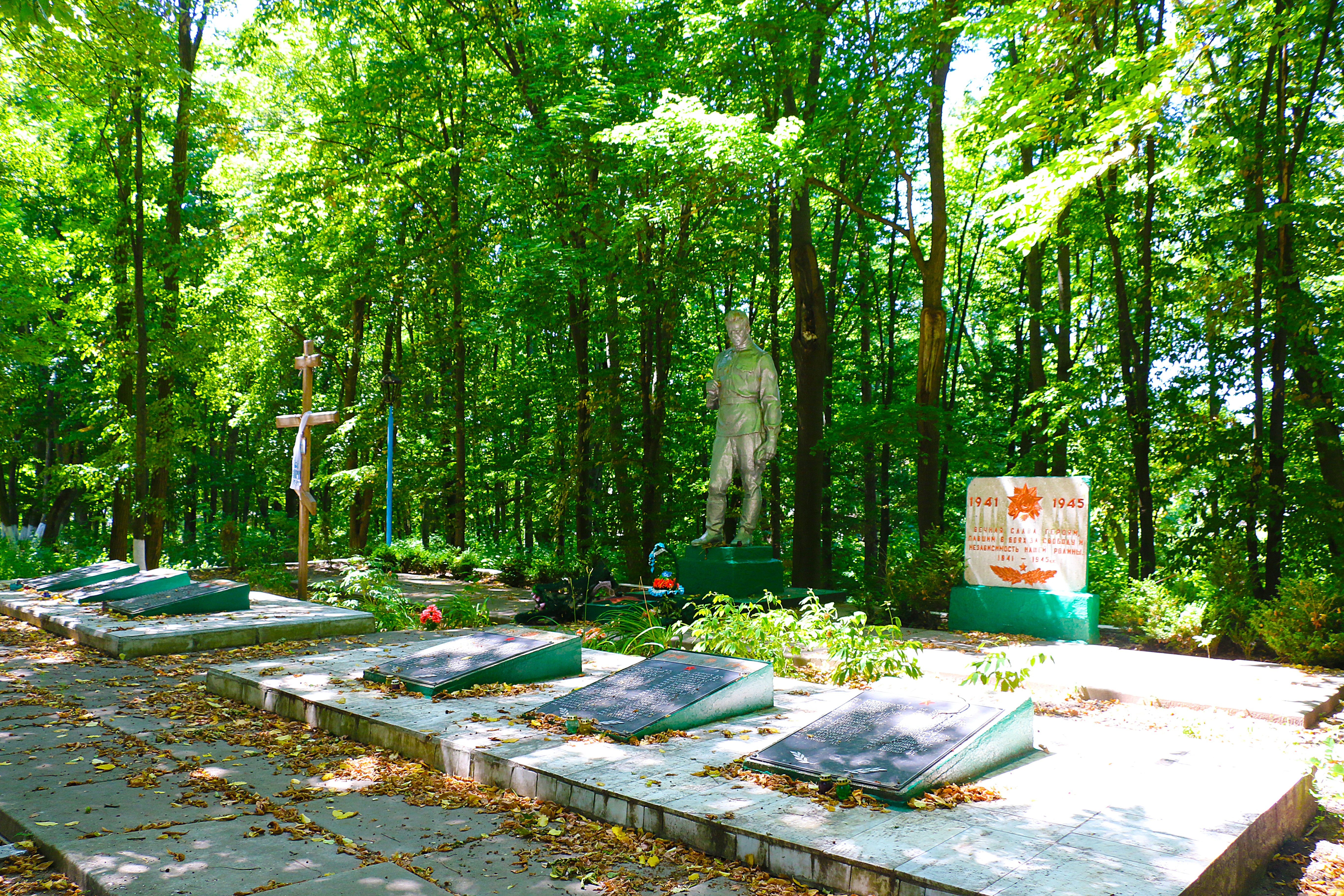
Братська могила радянських воїнів